# Лабунец, Михаил Иванович
Михаи́л Ива́нович Лабуне́ц (17 ноября 1945, Астрахань — 30 апреля 2024, Новочеркасск) — советский и российский военачальник, генерал-полковник (1998). Герой Российской Федерации (2002), кандидат политических наук. Командующий войсками Северо-Кавказского округа Внутренних войск МВД России (1996—2004).

## Биография
Михаил Иванович Лабунец родился 17 ноября 1945 года в Астрахани.
В ряды внутренних войск был призван в октябре 1964 года
Закончил Орджоникидзевское высшее военное командное училище ВВ МВД СССР в 1967 году и Военную Академию имени М. В. Фрунзе в 1977 году. В 1985 году — курсы усовершенствования офицерского состава при Академии МВД СССР.
Командовал взводом, ротой, батальоном, полком, бригадой и дивизией внутренних войск.
С 1988 года — командир 22-й бригады особого назначения (Калач-на-Дону), с 1989 года — командир 100-й дивизии особого назначения внутренних войск (Новочеркасск).
Служил в различных «горячих точках» на постсоветском пространстве.
С 1996 по 2004 год — командующий войсками Северо-Кавказского округа внутренних войск МВД России.
В 1998 году присвоено воинское звание генерал-полковник.
Принимал участие в Карабахском конфликте в конце 1980-х годов, Первой чеченской войне, отражении вторжения боевиков в Дагестан и во Второй чеченской войне.
С февраля по сентябрь 2000 года — командующий группировкой Внутренних войск в составе Объединённой группировки российских войск на Северном Кавказе. В марте 2000 года руководил операцией по уничтожению банды Руслана Гелаева в селе Комсомольское.
Указом Президента Российской Федерации № 1304 от 8 ноября 2002 года за мужество и героизм, проявленные при исполнении воинского долга в Северо-Кавказском регионе, генерал-полковнику Михаилу Ивановичу Лабунцу присвоено звание Героя Российской Федерации с вручением медали «Золотая Звезда».
В июле 2004 года Михаил Иванович Лабунец был освобождён от должности командующего Северо-Кавказским округом внутренних войск МВД России по собственному желанию в связи предъявлением ему претензий, якобы бездействия подчинённых ему подразделений Внутренних войск в ходе нападения боевиков на Назрань в ночь на 22 июня 2004 года.
Жил в Новочеркасске.
С 2005 года возглавлял филиал по Южному федеральному округу Общероссийской общественной организации «Академия проблем безопасности обороны и правопорядка», филиал по ЮФО Клуба военачальников РФ, Ростовское региональное отделение «Всероссийской полицейской ассоциации МПА». Был членом Общественного совета при ГУ МВД России по Ростовской области.
С 2008 года работал проректором по режиму, а затем — помощником ректора ФГБОУ ВПО «Южно-Российский государственный политехнический университет им. М. И. Платова (Новочеркасский политехнический институт)».
Скоропостижно скончался 30 апреля 2024 года в Новочеркасске на 79-м году жизни. Похоронен с воинскими почестями на Новом кладбище Новочеркасска.

## Звания и награды
- Герой Российской Федерации (2002).
- Орден «За службу Родине в Вооружённых Силах СССР» 2-й и 3-й степени;
- Орден «За личное мужество»;
- Орден Мужества;
- Орден «За военные заслуги»;
- Медали СССР и РФ.
- Орден Атамана Платова (2012).[6]
- Почётный гражданин города Новочеркасска (2022).

## Память
- В 2024 году была установлена мемориальная доска на фасаде административного здания астраханского батальона Южного округа Росгвардии в Астрахани[7].